# Тальчин-Кольонія
Тальчин-Кольонія (пол. Talczyn-Kolonia) — село в Польщі, у гміні Коцьк Любартівського повіту Люблінського воєводства.
У 1975-1998 роках село належало до Люблінського воєводства.